# Мерсе, Рене
Рене Мерсе (фр. René Mercet) — швейцарский футбольный рефери. За судейскую карьеру обслуживал матчи чемпионата мира 1934 года, Кубка Центральной Европы по футболу с 1931 по 1932, Кубка Центральной Европы по футболу с 1933 по 1935.

## Международная карьера
Всего за свою карьеру Мерсе отработал 10 международных встреч в качестве главного арбитра и одну встречу в качестве лайнсмена.

### Чемпионат мира 1934
На чемпионате мира 1934 года Мерсе отсудил два матча. В переигровке матча 1/4 финала между сборными Испании и Италии, закончившейся победой «Скуадры Адзурры» со счётом 1-0, единственный гол победителей был забит с нарушением правил, а два гола испанцев не были засчитаны. Судейство Мерсе было признано настолько однобоким, что федерация футбола Швейцарии позднее подвергла его пожизненной дисквалификации.